# Emil Kirdorf
Emil Kirdorf (né le 8 avril 1847 à Mettmann près de Düsseldorf et mort le 13 juillet 1938 à Mülheim an der Ruhr) est un industriel allemand. Kirdorf est l'un des premiers industriels salariés importants de la Ruhr qui sont exclusivement des dirigeants et non, comme August Thyssen ou Hugo Stinnes, eux-mêmes propriétaires de leurs entreprises.

## Biographie

### Origine, formation et début de carrière
Kirdorf est le fils du propriétaire de l'usine de tissage Martin Kirdorf (1811–1847) et d'Amalie Dickes (née en 1811). Il effectue un apprentissage commercial dans l'entreprise familiale, étudie à l'école textile de Mülheim et, à partir de 1864, s'engage pendant un an à Hambourg dans une entreprise d'exportation. Un an plus tard, il prend une participation dans une entreprise textile de Krefeld. Le refus de la direction d'introduire un métier à tisser mécanique a conduit à la faillite de l'usine de tissage de ses parents, ce qui a exclu la reprise de cette entreprise comme perspective de carrière pour Kirdorf.
Grâce à son frère aîné Adolph Kirdorf (de), il s'est tourné vers l'exploitation minière, où il débute comme comptable à l'administration minière de la mine Holland (de) à Wattenscheid. En 1871, Kirdorf en devient le directeur.

### Gestion d'entreprise
L'entrepreneur Friedrich Grillo découvre Kirdorf et lui propose en 1873 le poste de directeur commercial de la Gelsenkirchener Bergwerks-AG (de) (GBAG) nouvellement fondée. En 1893, Kirdorf devient directeur général de GBAG, la plus grande société minière allemande en termes de production à l'époque. Kirdorf joue un rôle clé dans le développement de GBAG et dirige l'entreprise pendant la crise des années 1870. Il occupe ce poste jusqu'en 1926, date à laquelle, après diverses fusions, GBAG est finalement absorbée par la nouvelle Vereinigte Stahlwerke (de). Sous sa direction, GBAG est devenue la plus grande société minière de charbon d'Europe. Kirdorf est surnommé, à moitié critique, à moitié respectueux, le « Bismarck de l'industrie minière de la Ruhr » ou, de manière plus amusante, le « Schlotbaron ». En reprenant les houillères Hansa (de), Zollern et Germania (de), Kirdorf agrandit GBAG, incorpore l'association des mines et fonderies de Schalke (de) fondée par Grillo en 1904 et transforme GBAG en un conglomérat en reprenant les sociétés de commerce et de transport du charbon. En 1907, après une communauté d'intérêts depuis 1904, il intègre finalement dans son entreprise l'« Aachener Hütten-Aktien-Verein Rothe Erde », en grande partie créée par son frère Adolph. Immédiatement après, les plans préliminaires commencent pour l'usine Adolf-Emil (de), construite en 1909 à Esch-sur-Alzette au Luxembourg, qui appartient à l'Union douanière allemande. Elle est achevée en 1912 et était considérée comme l'une des installations les plus modernes de son Union douanière allemande.
Concernant les ouvriers, leur assimilation, et donc dans les questions de politique sociale, pour Kirdorf il n'y a qu'une seule réponse, celle de l'obéissance. Pour lui, céder aux revendications des travailleurs équivaut à mettre l’État en faillite. Pour lui, les solutions telles que celles recherchées par les socialistes cathédrales sont de la « pure érudition de bureau ». Au contraire, selon Kirdorf, tous les hommes de la nation allemande, depuis le chancelier du Reich jusqu'au berger, appartiennent aux ouvriers : « Chaque travail est ennoblissant, quiconque remplit la position qui lui est assignée est honorable. » Kirdorf considère la lutte contre le mouvement ouvrier comme une « lutte pour la préservation de l'ordre allemand et de la position de puissance de l'Allemagne dans le monde ». Comme l'écrit l'historien américain Henry A. Turner (en), Kirdorf incarne « comme aucun autre le point de vue réactionnaire du maître de maison » que l'on retrouve souvent parmi les industriels dans les dernières années précédant la Première Guerre mondiale. Cela va si loin qu'il refuse une récompense de l'empereur Guillaume II, à qui il en veut pour avoir laissé expirer la loi socialiste de Bismarck en 1890. Kirdorf voit l'idée allemande se réaliser en la personne du chancelier du Reich Otto von Bismarck . Après son limogeage en 1890 par Guillaume II, vivement critiqué par Kirdorf, il déclare que « le fer dur se transforme en cire, tant au plus haut niveau que dans la classe moyenne »
Après la Première Guerre mondiale, GBAG perd une partie de sa zone économique dans les bassins minéralisés de Lorraine et du Grand-duché de Luxembourg, qui se sont respectivement retirés de l'Association du Reich allemand et de l'Union douanière. Elle doit fermer sa succursale au Grand-duché de Luxembourg. En conséquence, GBAG perd son importance en tant que groupe mixte et redevient une entreprise purement charbonnière. Chez GBAG, Kirdorf perd sa position de dirigeant au profit de Hugo Stinnes, avec qui il avait de vifs désaccords sur la politique de l'entreprise. Stinnes avait l'intention de faire de GBAG la fondation d'un trust charbonnier allemand, ce à quoi Kirdorf a résisté. Comme il ne parvient pas à s'affirmer même après la mort de Stinnes en 1924, Kirdorf quitte son poste au GBAG en 1926 à l'âge de 79 ans et démissionne du conseil d'administration
À la retraite, il continue à être publiquement actif et soutient les nationaux-socialistes. Il meurt en 1938 et est enterré au cimetière du Nord de Düsseldorf (champ 47, tombe 2431-2432-WE)

### Initiatives et adhésions
En raison d'une grave crise des ventes, Kirdorf est l'un des initiateurs du Syndicat du charbon rhénan-westphalien en 1893 et il préside le conseil de surveillance jusqu'en 1913. Dans ce syndicat, 98 sociétés minières de la région de la Ruhr acceptent de commercialiser désormais leurs produits exclusivement par l'intermédiaire du syndicat, ce qui vise à empêcher le dumping.
Kirdorf est un nationaliste passionné et appartient à pratiquement toutes les associations prônant une politique étrangère plus agressive et militaire pour l'Empire allemand. Il est l'un des membres fondateurs de l'Association pangermaniste et de l'Association d'Ukraine libre (de), nées en 1891, ainsi que de l'Association coloniale et de l'Association de la flotte. De 1887 à 1905, il est député du parlement provincial de Westphalie (de) pour la circonscription électorale de Gelsenkirchen. Kirdorf est cofondateur de l'Association économique de promotion des forces de reconstruction intellectuelle (de), qui fournit le capital de l'empire de presse d'Alfred Hugenberg. La construction de la tour Bismarck (de) sur le Mechtenberg (de) repose également sur l'initiative de Kirdorf, qui est également président de l'association Bismarck de l'arrondissement de Gelsenkirchen (de), fondée en 1896.
Durant la Première Guerre mondiale, il défend les positions annexionnistes. Le 15 juin 1915, Kirdorf, dans son mémorandum sur les objectifs de guerre, appelle à affaiblir la France afin qu'elle ne puisse plus jamais redevenir une grande puissance et à repousser la Russie le plus loin possible afin d'acquérir des terres de peuplement pour augmenter la population agricole En 1917, Kirdorf rejoint le Parti de la patrie allemande
En septembre 1918, Kirdorf exige l'abdication de l'empereur Guillaume II (de). De 1924 à 1928, il est président du Club industriel de Düsseldorf (de). En 1926, il participe à la fondation de la Vereinigte Stahlwerke AG (de), dans laquelle est également incorporée l'Union Siemens-Rhein-Elbe-Schuckert, cofondée par Kirdorf en 1920.

## Relation avec le national-socialisme
Après 1918, Kirdorf, en tant qu’opposant farouche à la République de Weimar, appelle à plusieurs reprises à « agir dans l’esprit du vieil esprit allemand ». Son attitude à l'égard du national-socialisme est hésitante : au début, il soutient le DNVP, mais lorsqu'il participe au gouvernement du Reich à partir de 1925 et soutient également la politique de compréhension (de) de Gustav Stresemann, il s'en détourne avec déception
Le 27 avril 1927, Adolf Hitler donne une conférence intitulée « Leader et masse » aux chefs d'entreprise d'Essen. Kirdorf est également présent, très impressionné et serre la main d'Hitler. Une rencontre personnelle a lieu le 4 juillet 1927 grâce à la médiation d'Elsa Bruckmann. Les deux hommes s'entretiennent pendant quatre heures, au cours desquelles Hitler réussit à dissiper les réserves de Kirdorf sur l'antisémitisme et l'attitude, à son avis, trop amicale du NSDAP à l'égard du catholicisme, qu'il considère comme dangereux. Kirdorf rejoint le NSDAP le 1er août 1927 (numéro de membre 71 032),
Kirdorf fait également un don au parti. Joseph Goebbels écrit dans son journal en 1936 que le parti est tellement endetté en 1927 qu'Hitler a déjà envisagé le suicide. Kirdorf le sauve avec 100 000 Reichsmarks. Albert Speer rapporte quelque chose de similaire dans son journal de Spandau. Henry A. Turner, en revanche, doute que Kirdorf ait sauvé le parti de la faillite par un don important, étant donné qu'il n'existe aucune preuve de problèmes financiers dramatiques du parti en 1927 et que le succès économique de Kirdorf diminue nettement depuis la conclusion du traité de Versailles. Selon l’historien Thomas Trumpp (de), Hitler ne reçoit qu’un modeste soutien financier de Kirdorf. Il est toujours avare en matière d'argent et, en tant que retraité, il n'aurait pas d'accès direct aux ressources financières des entreprises qu'il a auparavant dirigées ni aux fonds des caisses centrales de l'industrie de la Ruhr. Le journaliste Wolfgang Zdral, quant à lui, parle de dons totalisant 100 000 marks que Kirdorf a versés en privé à Hitler et avec lesquels il apaise les soucis financiers du parti
Selon Turner, les efforts de Kirdorf pour promouvoir le national-socialisme dans les cercles industriels de la Ruhr sont plus importants. À son instigation, Hitler rédige en 1927 la brochure Der Weg zum Wiederaufstieg (de), que Kirdorf distribue à d’autres entrepreneurs. Puis, le 26 octobre 1927, 14 amis écoutent une conférence d'Hitler dans la maison de Kirdorf. Il n'existe aucune source sur cette réunion autre que les mémoires de Kirdorf, dans lesquels il rapporte que certains hommes qu'il a invités ne sont pas venus et que ceux qui l'ont fait se sont opposés à l'antisémitisme et aux prétendues aspirations socialistes du parti. Turner soupçonne que, comme leur hôte octogénaire, ils sont déjà à la retraite. Parce que l'anticapitalisme des nationaux-socialistes autour de Gregor Strasser lui semble trop fort, Kirdorf quitte le NSDAP en 1928 et rejoint le DNVP. Kirdorf continue cependant à entretenir des contacts avec Hitler, qui est invité d'honneur au rassemblement du parti du Reich à Nuremberg du 1er au 4 août 1929. Kirdorf tente d'atténuer l'attention soutenue que cela suscite en niant en août 1930 avoir soutenu le NSDAP pendant la campagne électorale. Il soutient plutôt le président du DNVP, Alfred Hugenberg. À l'automne 1930, Kirdorf organise un nouvel échange de vues entre Hitler et une trentaine de représentants de l'industrie du charbon et de l'acier, dont Ernst Poensgen (de) rend compte. Après cela, Hitler n'aurait pu convaincre aucune des personnes présentes, qui, comme l'affirme Poensgen, sont toutes derrière le gouvernement Brüning, qui poursuit les bons objectifs, même si c'est trop lentement. Le 21 octobre 1932, Kirdorf participe à une autre réunion des industriels de la Ruhr avec Hitler, organisée par Fritz Thyssen. Après que la presse nationale-socialiste ait accepté en janvier 1933 la demande largement répandue selon laquelle le gouvernement Schleicher doit interdire la fermeture prévue d'une mine non rentable, Kirdorf se distancie publiquement du NSDAP et affirme qu'il est loyal au DNVP
Après l'arrivée au pouvoir des nationaux-socialistes, Kirdorf revient au NSDAP en 1934 et retrouve son ancien et faible numéro de membre
Hitler flatte Kirdorf, qui reçoit l'insigne d'or du Parti, en le qualifiant de « légende nationale » et célèbre ses anniversaires par des processions aux flambeaux. À l'occasion du 90e anniversaire de Kirdorf, Hitler lui décerne le Bouclier de l'Aigle, la plus haute distinction civile du Reich national-socialiste allemand. Le 15 avril 1937, le Berliner Illustrierte Zeitung rend compte dans un reportage photo des célébrations dans la maison Streithof (de) près de Mülheim an der Ruhr. Après la mort de Kirdorf le 13 juillet 1938, Hitler le fait enterrer lors de funérailles nationales. Les cérémonies funéraires ont lieu à Gelsenkirchen-Ückendorf, sur le terrain de la mine de Rheinelbe (de), en présence d'Hitler. C'est sa seule visite à Gelsenkirchen. Walther Funk et Albert Vögler prononcent les discours funéraires

## Honneurs
Dès le 10 avril 1896, Bismarck fait planter un chêne du Sachsenwald dans le parc Rheinelbe, près duquel les funérailles ont lieu 40 ans plus tard
L'Association de Bochum (de), qui fait partie de la Vereinigte Stahlwerke AG, construit à partir de 1934 une nouvelle colonie de travailleurs pour l'usine de Höntrop. À l'exception de la Kirdorfstraße, qui mène au quartier, les rues portent le nom de physiciens. La rue est renommée peu après la fin de la guerre, le 24 novembre 1945. En relation avec les rues environnantes, le nouveau nom est Röntgenstrasse
En 1939, l'ancienne Hohenzollernplatz à Berlin-Köpenick est rebaptisée Kirdorfplatz et la Kaiser-Wilhelm-Straße est rebaptisée Kirdorfstraße. Le carnet d'adresses de Berlin indique l'homonyme : « Conseiller privé, Dr. Ing. h, leader de longue date de l’industrie minière ouest-allemande ». Après la fin de la guerre, la place et la rue sont rebaptisées en hommage aux victimes du national-socialisme. La Hohenzollernplatz est nommée Mandrellaplatz (de), la Kirdorfstrasse est rebaptisée Seelenbinderstrasse.